# Jeunesse sportive Herstal
La Jeunesse Sportive/École Polytechnique Herstal, abrégé en JS/EP Herstal, est un club de handball situé à Herstal près de Liège. 
Anciennement dénommé JS Herstal pour Jeunesse Sportive Herstal, le club est un ancien pensionnaire de Division 1. Il compte aujourd'hui une équipe homme évoluant en Promotion Liège (4e et dernier niveau) et une équipe dame évoluant en D1 LFH (3e et dernier niveau). 
Porteur du matricule 035, le club est affilié à la LFH.

## Histoire
Le club a été créé en 1935 sous le nom de Union Préalle Handball club et est devenu la JS Herstal en 1952, il obtient ainsi le matricule 38, le club connut son âge d'or puisqu'il évolua au plus haut niveau du handball belge dès la saison 1964/1965 et fut relégué lors de la saison 1970/1971.
La JS réussie à se hisser, une nouvelle fois au plus haut niveau lors de la saison 1974/1975 mais fut à nouveau relégué au cours de la saison 1977/1978, de même pour la saison 1985/1986 mais ce ne fut que le temps d'une saison.
Durant cette période, le club connut son âge d'or où il joua en tout onze saison entre 1964 et 1986 sans pour autant percé face aux clubs phares de l'époque tels que le ROC Flémalle, le Progrès HC Seraing, le SK Avanti Lebbeke, le KV Sasja HC Hoboken ou encore le Sporting Neerpelt.
Par après, la JS n'a jamais revécu son épopée nationale et descendu de divisions en divisions et évolue actuellement en Promotion Liège (division 4), le club fusionna en 2014 avec l'EP Herstal et se nomme dorénavant JS/EP Herstal.

## Anciens noms
- 1935-1952 : Union Préalle Handball club
- depuis 1952 : Jeunesse Sportive Herstal

## Palmarès
- Champion de division 2 en 1985.

## Derby
Sur les onze saisons jouées au plus haut niveau, le club en joua cinq avec le HC Inter Herstal, son plus grand rival.

## Records personnelles
- La JS évolua onze saisons en division 1.
- La JS évolua sept saisons d'affilée en division 1 entre 1964 et 1971.
- Champion de division 2 en 1985.